# Erythropitta novaehibernicae
La pita de las Bismarck (Erythropitta novaehibernicae) es una especie de ave paseriforme de la familia Pittidae endémica del archipiélago Bismarck, perteneciente a Papúa Nueva Guinea. Anteriormente se consideraba una subespecie de la pita ventrirroja.

## Distribución y hábitat
Se encuentra únicamente en el noreste del archipiélago Bismarck, en las islas de Nueva Irlanda, Nueva Hanover y otras islas menores aledañas de la provincia de Nueva Irlanda de Papúa Nueva Guinea. Su hábitat natural son los bosques húmedos tropicales.